# Luis Ramírez (football, 1977)
Pour les articles homonymes, voir Luis Ramírez et Ramírez.
Luis Alfredo Ramírez Quioto, surnommé El Bombero (né le 21 novembre 1977 à San Pedro Sula au Honduras) est un joueur de football international hondurien.

## Biographie

### Club
Ramírez a commencé sa carrière à Independiente et a fait ses débuts professionnels le 10 juin 1998 contre Olimpia.